# Elijahu Rips
Elijahu Rips, též Ilja Rips, lotyšsky Iļja Ripss nebo Elija Ripss, hebrejsky אליהו ריפס‎, (12. prosince 1948 Riga, Sovětský svaz – 19. července 2024, Jeruzalém, Izrael) byl židovský matematik původem z Lotyšska, profesor matematiky na Hebrejské univerzitě v Jeruzalémě.

## Životopis
Elijahu Rips se narodil v židovské rodině učitele matematiky Aarona Salomonoviče. Byl prvním žákem základní školy v Lotyšsku, který se zúčastnil Mezinárodní matematické olympiády. Již jako patnáctiletý byl přijat na Matematicko-fyzikální fakultu v Rize.
Když se coby dvacetiletý blížil k závěru studia, doslechl se ze západního rozhlasu o sebeupálení Jana Palacha. Tato zpráva jej vedla k tomu, že si vyrobil plakát s nápisem „Protestuji proti okupaci Československa“ a 13. dubna 1969 chtěl u Památníku svobody v Rize stejným způsobem ukončit svůj život. Díky pozornosti okolí byl jeho záměr zmařen, Rips byl jen lehce popálen na krku a rukou. Následovalo však zatčení ze strany KGB.
Půl roku byl vězněn, poté mu byla nařízena psychiatrická léčba, údajně kvůli schizofrenii. Personál léčebny se k němu však podle jeho slov choval vstřícně: „Podávali mi léky v pilulkách, ne injekčně. Tak mi nikdo nemohl zabránit, abych je nebral…“
Propuštěn byl po dvou letech, na jaře 1971. Napomohla tomu zpráva Vladimira Bukovského o zneužívání psychiatrie proti disidentům, kterou zaslal mezinárodnímu psychiatrickému kongresu. „Vděčím mu (Bukovskému) za svoji svobodu. Jeho čin je příkladem největší odvahy, jakou si lze představit. Velmi dobře věděl, že za to skončí ve vězení. Zanedlouho poté byl zatčen a uvězněn na sedm let,“ uvedl Rips. Požádal pak o vystěhování, které mu bylo povoleno na nátlak mezinárodní matematické obce. Přes Vídeň se dostal do Izraele. Na Hebrejské univerzitě svá studia matematiky dokončil, později zde začal vyučovat.